# Akak (Endom)
Pour les articles homonymes, voir Akak.
Akak est un village du Cameroun situé dans la région du Centre, le département du Nyong-et-Mfoumou et la commune d'Endom.

## Population
En 1961, Akak comptait 1 429 habitants, principalement des Yebekolo. Lors du recensement de 2005, on y dénombrait 246 personnes avec 144 pour Akak I et 142 pour Akak II.